# ۲۰۵ (عدد)
۲۰۵(دویست و پنج) یک عدد طبیعی است که بعد از ۲۰۴ و قبل از ۲۰۶ قرار دارد.